# Kanton La Joya de los Sachas
Der Kanton La Joya de los Sachas befindet sich in der Provinz Orellana im Nordosten von Ecuador. Er besitzt eine Fläche von 1202 km². Im Jahr 2022 lag die Einwohnerzahl bei rund 52.400. Verwaltungssitz des Kantons ist die Kleinstadt La Joya de los Sachas mit 11.480 Einwohnern (Stand 2010). Der Kanton La Joya de los Sachas wurde am 9. August 1988 eingerichtet.

## Lage
Der Kanton La Joya de los Sachas liegt im westlichen Norden der Provinz Orellana. Das Gebiet liegt im Amazonastiefland. Der Río Coca und der Río Napo begrenzen den Kanton im Westen und im Süden. Entlang der östlichen Kantonsgrenze fließt der Río Jivino und dessen linker Quellfluss Río Jivino Verde. Die Fernstraße E45A (Puerto Francisco de Orellana–Nueva Loja) durchquert den Kanton in nördlicher Richtung und passiert dabei den Hauptort.
Der Kanton La Joya de los Sachas grenzt im Süden und im Westen an den Kanton Francisco de Orellana, im Norden an die Kantone Cascales und Lago Agrio der Provinz Sucumbíos sowie im Osten an den Kanton Shushufindi (ebenfalls in der Provinz Sucumbíos).

## Verwaltungsgliederung
Der Kanton La Joya de los Sachas ist in die Parroquia urbana („städtisches Kirchspiel“)
- La Joya de los Sachas

und in die Parroquias rurales („ländliches Kirchspiel“)
- Enokanqui
- Lago San Pedro
- Pompeya
- Rumipamba
- San Carlos
- San Sebastián del Coca
- Tres de Noviembre
- Unión Milagreña

gegliedert.

## Geschichte
Entwicklung der Einwohnerzahl im Kanton La Joya de los Sachas bei landesweiten Volkszählungen zum jeweiligen Gebietsstand:
| Jahr                    | Einwohner | +/-    |
| ----------------------- | --------- | ------ |
| 1990                    | 16.193    | –      |
| 2001                    | 26.363    | 62,8 % |
| 2010                    | 37.591    | 42,6 % |
| 2022                    | 52.444    | 39,5 % |
| Datenherkunft: Wikidata |           |        |